# Фејетвил (Западна Вирџинија)
Фејетвил (енгл. Fayetteville) град је у америчкој савезној држави Западна Вирџинија.

## Демографија
По попису из 2010. године број становника је 2.892, што је 138 (5,0%) становника више него 2000. године.
| Група             | 2000.         | 2010.         |
| Белци             | 2.599 (94,4%) | 2.731 (94,4%) |
| Афроамериканци    | 126 (4,6%)    | 88 (3,0%)     |
| Азијати           | 1 (0,0%)      | 6 (0,2%)      |
| Хиспаноамериканци | 17 (0,6%)     | 46 (1,6%)     |
| Укупно            | 2.754         | 2.892         |